# Blas Aledo López
Blas Aledo López (Alhama, 1894-Lorca, 1959) fue un fotógrafo español.
Nació en 1894 en Alhama de Murcia. Su padre era guardia civil por lo que estuvo viviendo en diferentes poblaciones. En 1905 su padre fue trasladado a Lorca desde Jumilla. Cuando tenía ente dieciséis y dieciocho años entró como aprendiz de fotografía en el estudio fotográfico de José Rodrigo, donde adquirió su formación fotográfica.
En el taller coincidió con otros fotógrafos, entre ellos Pedro Menchón Peñas con el que colaboraba habitualmente y al que consideraba también su maestro. En 1915 comienza el servicio militar en Ceuta alcanzando el grado de sargento de artillería. No regresa a Lorca hasta 1920 cuando ya había fallecido José Rodrigo. En Ceuta mantiene el contacto con la fotografía en el estudio de los "hermanos Calatayud". Tras su regreso abrió un estudio fotográfico en la calle Fernando el Santo y en 1923 una nueva galería, muy moderna, en la calle Mayor, pero poco después volvió a la primera ubicación.
Su principal actividad era el retrato fotográfico, pero también realizó diversos reportajes gráficos sobre la vida cotidiana en Lorca y acontecimientos destacados de la zona. Entre sus obras se encuentran retratos colectivos con cierto carácter gremialista: bordadoras, telefonistas, etc. 
Su trabajo como reportero gráfico le permitió publicar fotografías en publicaciones locales como El Lorquino, La Esfera y La Estampa, así como colaborar con los diarios La Verdad y Línea
En su trabajo fotográfico contó con la colaboración de su hijo Blas Aledo Guerrero (1927-1978). Al ser un negocio familiar era normal que colaborase su mujer Encarnación Guerrero, tanto en la atención al público como en trabajos de retoque. Además otros familiares se dedicaron a esta actividad en Lorca y en otras poblaciones. En la actualidad se mantiene la actividad profesional de algunos miembros de la familia.
Parte de su trabajo se encuentra en el Archivo Municipal de Lorca, en la colección Menchón-Aledo.